# Erlangs B-formule
In de wachtrijtheorie en de telefonie is Erlangs B-formule een uitdrukking die de kans geeft dat in een systeem alle lijnen bezet zijn en dat een oproep zodoende geweigerd moet worden. Er wordt daarbij verondersteld dat er geen wachtruimte is voor oproepen die niet direct verwerkt kunnen worden, en deze oproepen dus verloren gaan. De formule is genoemd naar de opsteller Agner Krarup Erlang.

## Formule
Voor een wachtsysteem met {\displaystyle m} bedieningsstations en aankomsten en bedieningen volgens een poissonproces, met aankomstintensiteit {\displaystyle \lambda } (het gemiddeld aantal aankomsten per tijdseenheid) en verwerkingsintensiteit {\displaystyle \mu }, wordt de kans {\displaystyle p_{m}} dat alle bedieningsstations (of lijnen) bezet zijn, gegeven door:
{\displaystyle p_{m}={\frac {{\frac {1}{m!}}\left({\frac {\lambda }{\mu }}\right)^{m}}{\sum _{n=0}^{m}{\frac {1}{n!}}\left({\frac {\lambda }{\mu }}\right)^{n}}}}
Aangezien de kans slechts afhangt van de verkeersintensiteit {\displaystyle a=\lambda /\mu } kan de formule ook geschreven worden als:
{\displaystyle p_{m}={\frac {{\frac {1}{m!}}a^{m}}{\sum _{n=0}^{m}{\frac {1}{n!}}a^{n}}}}
De parameter {\displaystyle a} wordt uitgedrukt in erlang.

## Afleiding
Het wachtrijsysteem dat in de definitie van de formule wordt gebruikt, is een {\displaystyle \mathrm {M|M|m|m} }-systeem, waarmee aangegeven wordt dat het aankomstproces een poissonproces is, er {\displaystyle m} equivalente exponentiële bedienden zijn en er maximaal {\displaystyle m} klanten in het systeem kunnen zijn. Het systeem is een voorbeeld van een birth-death-wachtlijnsysteem.
Het systeem kan in totaal {\displaystyle m} klanten bevatten, evenveel als er bedienden zijn. Elke klant zal dus bediend worden, maar zijn alle bedienden bezet, dan worden verdere klanten geweigerd. Klanten die binnengelaten worden, beschikken dus direct over een bedieningsstation.
De geboorte- en sterfte-intensiteiten van het BD-proces worden gegeven door:
{\displaystyle \lambda _{k}={\begin{cases}\lambda ,&\ 0\leq k\leq m\\0,&\ k\geq m\end{cases}}}
{\displaystyle \mu _{k}=k\mu ,\ k\geq 1}
Met een bijhorend toestandsdiagram:

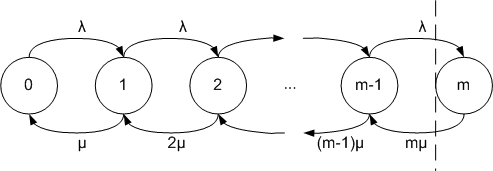
Toestandsdiagram van een -wachtlijnsysteem

De evenwichtsvoorwaarde door een oppervlak tussen twee toestanden levert dan:
{\displaystyle \lambda p_{k-1}=k\mu p_{k},\ 1\leq k\leq m}
Hieruit volgt onmiddellijk
{\displaystyle p_{k}={\frac {\lambda }{k\mu }}p_{k-1},\ 1\leq k\leq m},
dus
{\displaystyle p_{k}=\left({\frac {\lambda }{\mu }}\right)^{k}{\frac {1}{k!}}p_{0},\ 0\leq k\leq m}
Uit de normeringsvoorwaarde volgt de waarde van {\displaystyle p_{0}}:
{\displaystyle p_{0}={\frac {1}{\sum _{n=0}^{m}{\frac {1}{n!}}\left({\frac {\lambda }{\mu }}\right)^{n}}}}
Zodat de evenwichtsverdeling voor het aantal klanten in het systeem gelijk is aan
{\displaystyle p_{k}={\frac {{\frac {1}{k!}}\left({\frac {\lambda }{\mu }}\right)^{k}}{\sum _{n=0}^{m}{\frac {1}{n!}}\left({\frac {\lambda }{\mu }}\right)^{n}}},\ 0\leq k\leq m}
Deze verdeling is een afgeknotte poissonverdeling. Als speciaal geval van deze laatste formule is {\displaystyle p_{m}} de kans dat alle servers bezet zijn, wat juist Erlangs B-formule is zoals die eerder gegeven was.